# 150081 Steindl
150081 Steindl este o planetă minoră (asteroid) din centura de asteroizi. A fost descoperită pe 19 octombrie 2006 la Piszkéstetői Obszervatórium⁠(d) de Krisztián Sárneczky⁠(d) și a fost numită după Imre Steindl. 
Obiectul prezintă o orbită caracterizată de o semiaxă mare de 2,3742954967449 UAi, o excentricitate de 0,1793236206, o înclinație de 3,8491275106534 ° în raport cu ecliptica.